# Aloe parviflora
Aloe parviflora är en grästrädsväxtart som beskrevs av John Gilbert Baker. Aloe parviflora ingår i släktet Aloe och familjen grästrädsväxter. Inga underarter finns listade i Catalogue of Life.